# Đồi gió hú
Đồi gió hú (tiếng Anh: Wuthering Heights, đôi khi được dịch là Đỉnh gió hú) là tiểu thuyết duy nhất của nữ nhà văn Emily Brontë, được xuất bản lần đầu năm 1847 dưới bút danh Ellis Bell. Lần xuất bản thứ hai của tác phẩm là sau khi Emily đã qua đời và lần xuất bản này được biên tập bởi chính chị gái của nhà văn là Charlotte Brontë.
Tên của tiểu thuyết bắt nguồn từ một trang viên nằm trên vùng đồng cỏ hoang dã ở Yorkshire, nơi những sự kiện trong tiểu thuyết diễn ra; wuthering là một từ Yorkshire được dùng để chỉ thời tiết thất thường (turbulent weather). Tiểu thuyết kể về câu chuyện tình yêu không thành giữa Heathcliff và Catherine Earnshaw, cũng như làm thế nào mà sự đam mê không thể hóa giải đó đã tiêu diệt chính họ và cả những người thân khác xung quanh.
Ngày nay, tác phẩm này được coi là một tiểu thuyết kinh điển của Văn học Anh với một cấu trúc rất sáng tạo, đó là cấu trúc truyện như một chuỗi búp bê Matryoshka. Cũng vì sự sáng tạo này mà ý kiến của giới phê bình trong lần xuất bản đầu tiên của Đồi gió hú là rất khác nhau. Thời gian đầu, nhiều người đánh giá tác phẩm Jane Eyre của người chị Charlotte Brontë là sáng tác tốt nhất của Chị em nhà Brontë, tuy vậy sau này nhiều ý kiến phê bình đã cho rằng chính Đồi gió hú mới là tác phẩm xuất sắc hơn cả. Đồi gió hú cũng đã được chuyển thể thành rất nhiều thể loại khác như phim truyện, phim truyền hình, nhạc kịch và cả trong các bài hát.

## Tóm tắt
Các sự kiện trong Đồi gió hú diễn ra qua lời kể của hai nhân vật, ông Lockwood và bà quản gia Ellen Dean, ngoài ra còn một số đoạn hồi tưởng của các nhân vật khác.
Tiểu thuyết bắt đầu bằng năm 1801, khi ông Lockwood tới sống tại trang trại Thrushcross, một căn nhà lớn vùng đồng cỏ hoang vắng xứ Yorkshire mà ông thuê từ người chủ đất Heathcliff, một người vốn sống trong một tòa nhà có tên Đồi gió hú. Lockwood qua đêm tại nhà của Heathcliff và trải qua một giấc mộng kinh hoàng khi hồn ma của Catherine Earnshaw cầu xin ông giúp nó vào nhà. Khi quay trở về Thrushcross, Lockwood đã đề nghị bà quản gia Ellen Dean kể lại câu chuyện của Heathcliff và Đồi gió hú.
Ellen bắt đầu câu chuyện bằng việc quay lại 30 năm trước đó, khi Heathcliff, một đứa trẻ bị bỏ rơi sống vất vưởng trên đường phố Liverpool được chủ nhân của Đồi gió hú, ông Earnshaw, nhặt về nuôi nấng và nhận làm con nuôi. Bản thân ông Earnshaw có hai người con ruột, trong đó người con gái út Catherine nhanh chóng trở thành bạn thân thiết của Heathcliff, còn người anh cả Hindley lại tỏ rõ thái độ thù địch, coi cậu là kẻ phá đám và xâm phạm quyền lợi của mình. Heathcliff sống ở Đồi gió hú được ba năm thì ông Earnshaw qua đời, Hindley (lúc này đã cưới vợ tên là Frances) nghiễm nhiên trở thành ông chủ của tòa nhà, đã không bỏ lỡ cơ hội này để đối xử tàn bạo với Heathcliff, coi anh chỉ như một kẻ làm công trong nhà. Trong khi đó, Catherine lại bắt quen với gia đình nhà Linton ở trang trại Thrushcross gần đó, chính họ đã bước đầu làm dịu đi tính cách hoang dại vốn có của cô. Catherine đặc biệt thân thiết với con trai cả có vẻ có học thức và hòa nhã của nhà Linton là Edgar Linton, người mà Heathcliff ngay lần gặp đầu tiên đã tỏ thái độ ác cảm.
Một năm sau đó, vợ của Hindley qua đời sau khi sinh hạ đứa con trai Hareton; khủng hoảng trước cái chết của Frances, Hindley bắt đầu nghiện rượu và bài bạc. Khoảng hai năm sau, Catherine đồng ý lời cầu hôn của Edgar và cô giúp việc Nelly biết rằng tin này sẽ là đòn chí mạng đối với Heathcliff, nhất là sau khi tình cờ nghe được lời giải thích của Catherine với Nelly rằng cô sẽ "mất danh giá" nếu cưới Heathcliff. Ngay khi nghe được điều này, Heathcliff bỏ đi mà không kịp nghe những tâm sự tiếp theo của Catherine về tình cảm tuyệt đối của cô dành cho anh.
Sau khi làm đám cưới với Edgar, Catherine ban đầu sống rất hạnh phúc cho đến khi Heathcliff quay trở lại với mục tiêu duy nhất là tiêu diệt tất cả những ai đã ngăn cản mình đến với người yêu. Lúc này Heathcliff đã trở thành người giàu có và còn tiếp tục âm mưu lừa ông Hindley để trở thành người chủ của Đồi gió hú. Trong âm mưu trả thù Edgar, Heathcliff đã quyến rũ em gái của Edgar là Isabella, khiến cô gái bỏ trốn trang trại Thrushcross để theo mình. Không lâu sau khi Heathcliff trở về Đồi gió hú, Catherine ốm nặng và qua đời chỉ vài giờ sau khi sinh con gái đầu lòng cho Edgar, cô bé cũng được đặt tên là Catherine, hay Cathy. Cái chết của Catherine làm Heathcliff càng trở nên độc ác và nung nấu âm mưu trả thù. Ông ta cưới Isabella và hành hạ cô sau khi cưới đến mức cô phải bỏ trốn và sau đó cho ra đời Linton, đứa con trai thực sự của Heathcliff. Trong khoảng thời gian này, Hindley chết, Heathcliff trở thành chủ nhân mới của Đồi gió hú, ông ta nuôi dạy con trai của Hindley là Hareton với tất cả lòng căm thù đã chất chứa trong những năm sống ở nhà Earnshaw.
Khoảng 13 năm sau khi Linton ra đời, Isabella chết vì bệnh tật. Mặc dù nguyện vọng của cô là gửi con cho người anh Edgar nuôi dưỡng nhưng Heathcliff đã giành lấy đứa trẻ ốm yếu để tự tay nuôi dưỡng nó trên Đồi gió hú. Khinh rẻ chính con đẻ của mình, Heathcliff chỉ coi Linton như phương tiện để ông ta trả thù Edgar và cướp đoạt gia sản của kẻ thù bằng cách ép buộc cô gái trẻ Cathy, con của Edgar, phải làm đám cưới với Linton. Vài ngày sau khi Cathy và Linton lấy nhau, Edgar qua đời và Heathcliff chiếm được cả quyền sở hữu trang trại Thrushcross. Một tháng sau khi Edgar chết, Linton ốm yếu cũng qua đời và để lại vợ như một người tù giam lỏng trong Đồi gió hú.
Ellen kết thúc kể chuyện. Tiểu thuyết quay trở lại lời kể của ông Lockwood. Trong một lần đến Đồi gió hú sau 8 tháng không ghé thăm, ông Lockwood lại được Ellen kể lại đoạn cuối của cuộc đời Heathcliff. Cũng như mối quan hệ của mẹ mình với Heathcliff trước kia, Cathy dần dần trở nên thân thiết với Hareton cục mịch vô học do sự dạy dỗ của Heathcliff. Chẳng bao lâu sau ông chủ của Đồi gió hú qua đời, Heathcliff được chôn cạnh Catherine như ước nguyện của Heathcliff lúc còn sống. Tiểu thuyết khép lại với chuyến ghé thăm của ông Lockwood tới ba ngôi mộ của Catherine, Heathcliff và Edgar nằm cạnh nhau.

## Nhân vật
- Heathcliff là nhân vật chính của cả tiểu thuyết. Là một đứa trẻ mồ côi, không có tên họ được gia đình Earnshaw nhặt về nuôi nấng và gọi đơn giản chỉ bằng cái tên Heathcliff. Heathcliff dần dần đã nảy sinh tình yêu với Catherine Earnshaw, trong khi cũng trở thành cái gai trong mắt của anh trai Catherine là Hindley. Heathcliff là một người đàn ông nóng nảy, đầy lòng hận thù, chính cơn giận dữ trước đám cưới của Catherine với Edgar đã dẫn Heathcliff đến sự trả thù tàn bạo và thâm độc với những người mà anh ta coi là nguyên nhân gây chia rẽ mối tình của mình. Rốt cuộc Heathcliff cũng đạt được mục đích của mình nhưng lại trở thành người cô độc và cuối cùng cũng được chết như mong muốn để có thể trở lại với người mình yêu.
- Catherine Earnshaw là chị nuôi và cũng là người yêu của Heathcliff. Catherine là nguyên nhân cho mọi bi kịch của những nhân vật trong suốt câu chuyện. Catherine có tính cách phóng khoáng, thích bay nhảy và đôi khi hơi hoang dại. Cô khá ích kỷ và chỉ nghĩ đến bản thân, dù cũng yêu Heathcliff nhưng cô lại không muốn kết hôn với anh chỉ vì anh có địa vị xã hội thấp kém. Người mà Catherine chọn làm chồng là Edgar, và chính lựa chọn này đã gây nên sự đau khổ cho cả cô, Edgar và Heathcliff, cũng như dẫn tới sự trả thù của Heathcliff mà hậu quả là cái chết của chính Catherine vì bệnh tật và đau buồn ngay sau khi sinh con gái Cathy. Có thể trong bản thân cô cũng có những đấu tranh nội tâm nhất định nhưng cô đã khiến nhiều người khác chịu chung số phận bi kịch với mình.
- Edgar Linton là bạn thời niên thiếu và sau đó là chồng của Catherine Earnshaw. Đôi khi lạnh lùng và hèn yếu, nhưng Edgar lại yêu Catherine hết mình và cuối cùng cũng sẵn sàng chống lại Heathcliff để bảo vệ cho hạnh phúc gia đình. Tuy vậy, xung đột giữa Edgar và Heathcliff chỉ càng làm trầm trọng hơn bệnh tật của Catherine và dẫn tới cái chết của cô. Edgar chết trong cảnh phải chứng kiến âm mưu trả thù và cướp đoạt gia sản của Heathcliff trở thành hiện thực.
- Isabella Linton là em gái của Edgar và cũng là bạn của Catherine. Sau khi Heathcliff trở về, Isabella nhanh chóng phải lòng và cưới Heathcliff mà không biết đó chỉ là một phần âm mưu trả thù Edgar. Sau khi cưới Heathcliff và chuyển về sống tại Đồi gió hú, cô liên tục bị hành hạ và buộc phải bỏ đi trước khi kịp sinh đứa con đầu lòng với Heathcliff.
- Hindley Earnshaw là anh trai của Catherine và là kẻ thù của Heathcliff. Sau khi vợ qua đời, Hindley trở nên nghiện ngập và máu mê cờ bạc, chính nhược điểm này đã giúp Heathcliff tiến hành việc chiếm đoạt Đồi gió hú và biến chính Hindley trở thành kẻ nghèo túng trước khi chết.

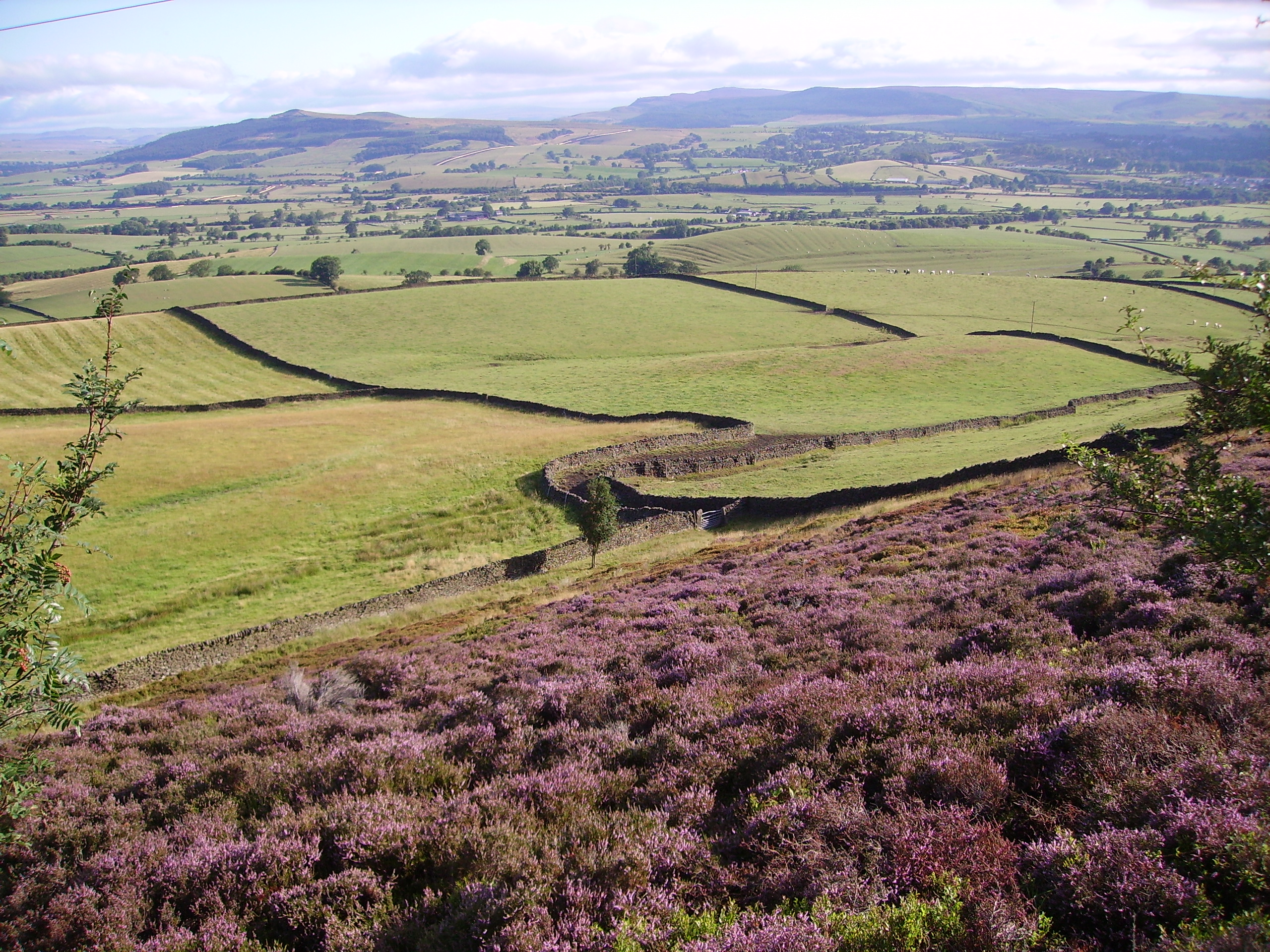
Vùng Bắc Yorkshire với những cây thạch nam (heath)

- Ellen Dean là người giúp việc của gia đình Earnshaw và sau đó là quản gia của trang trại Thrushcross, gần cuối truyện là người quản gia Đồi gió hú; là người kể chuyện chính trong tiểu thuyết.
- Linton Heathcliff là con trai của Isabella và Heathcliff. Thừa hưởng sức khỏe yếu ớt của mẹ, Linton còn bị cha khinh rẻ và bị Heathcliff sử dụng như công cụ để tiến hành âm mưu cướp gia sản của nhà Linton và trả thù Edgar.
- Catherine "Cathy" Linton là con gái của Catherine Earnshaw và Edgar Linton. Cô được thừa hưởng tính cách phóng khoáng và mạnh mẽ của mẹ cũng như tình thương người của cha. Chính vì tình thương này mà cô đã bị Heathcliff bắt ép phải làm đám cưới với Linton để rồi nhanh chóng trở thành bà góa. Sau một thời gian bị giam lỏng trong Đồi gió hú, cô có cảm tình với con trai của Hindley là Hareton và cưới anh sau cái chết của Heathcliff.
- Hareton Earnshaw là con trai duy nhất của Hindley Earnshaw. Hareton được Heathcliff nuôi dưỡng với mục đích biến cậu thành một gã cục súc, vô học để trả thù những gì Heathcliff đã phải trải qua ở nhà Earnshaw. Tuy vậy cuối cùng Hareton vẫn nảy sinh tình cảm với Cathy và cuối cùng hai người cũng lấy được nhau mà không lặp lại bi kịch như mối tình của Heathcliff và Catherine.
- Lockwood là người kể chuyện thứ hai trong tiểu thuyết. Là người mới đến, ông bất ngờ được nghe câu chuyện độc đáo nhưng cũng đầy bất hạnh về tòa nhà Đồi gió hú và những con người gắn liền với nó.

## Các mốc thời gian
| 1757 | Hindley ra đời (mùa hè) |
| 1762 | Edgar Linton ra đời |
| 1764 | Heathcliff ra đời |
| 1765 | Catherine Earnshaw ra đời (mùa hè); Isabella Linton ra đời (cuối năm 1765)                                                                    |
| 1771 | Heathcliff được ông Earnshaw nhận về nuôi tại Đồi gió hú (cuối mùa hè)                                                                        |
| 1773 | Bà Earnshaw qua đời (mùa xuân) |
| 1774 | Hindley vào đại học |
| 1777 | Hindley cưới Frances; ông Earnshaw qua đời và Hindley quay trở lại Đồi gió hú (tháng 10); Heathcliff và Catherine thăm trang trại Thrushcross |
| 1778 | Hareton ra đời (tháng 6); Frances qua đời (mùa thu hoặc mùa đông)                                                                             |
| 1780 | Heathcliff bỏ đi khỏi Đồi gió hú; Ông và bà Linton qua đời                                                                                    |
| 1783 | Catherine cưới Edgar (tháng 3); Heathcliff quay trở lại (tháng 9)                                                                             |
| 1784 | Heathcliff cưới Isabella (tháng 2); Catherine chết và Cathy chào đời (20 tháng 3); Hindley chết; Linton Heathcliff sinh (tháng 9)             |
| 1797 | Isabella chết; Cathy thăm Đồi gió hú và gặp Hareton; Linton trở về sống với Heathcliff                                                        |
| 1800 | Cathy gặp Heathcliff và Linton (20 tháng 3)                                                                                                   |
| 1801 | Cathy và Linton làm đám cưới (tháng 8); Edgar chết (tháng 8); Linton chết (tháng 9); Ông Lockwood tới trang trại Thrushcross                  |
| 1802 | Ông Lockwood trở về Luân Đôn (tháng 1); Heathcliff chết (tháng 6); Ông Lockwood tới Đồi gió hú (tháng 9)                                      |
| 1803 | Cathy quyết định làm đám cưới với Hareton (1 tháng 1)                                                                                         |

## Các bản dịch tiếng Việt
- Trên cao gió lộng, Hoàng Chu Ngạc dịch, Thế Kỷ xuất bản, 1952.
- Đỉnh gió hú, Hoàng Hải Thủy phóng tác, Sài Gòn: Nhà xuất bản Chiêu Dương, 1970.
- Đỉnh gió hú, Nhất Linh dịch, Sài Gòn: Phượng Giang, 1974.
- Đỉnh gió hú, Nguyễn Đan Tâm dịch, Đất Sống, 1974.
- Đồi gió hú, Dương Tường dịch, Hà Nội: Nhà xuất bản Văn học, 1985.
- Đồi gió hú, Mạnh Chương dịch.
- Đỉnh gió hú, Nguyễn Vân Hà dịch, Công ty Cổ phần Văn hóa Đông A và Nhà xuất bản Văn học, 2018.

## Chuyển thể khác
- 1920: Phiên bản điện ảnh đầu tiên của Đồi gió hú được quay tại Anh và đạo diễn bởi A.V. Bramble.
- 1939: Một bộ phim khác làm theo tác phẩm Đồi gió hú, với diễn viên Merle Oberon vào vai Catherine Linton và huyền thoại Laurence Olivier vào vai Heathcliff. Bộ phim do đạo diễn William Wyler thực hiện và đã được đề cử cho Giải Oscar Phim hay nhất cho lễ trao giải năm 1940. Bộ phim này chỉ dựng lại một nửa tác phẩm.
- 1948: Đài BBC tổ chức liveshow 90 phút về tiểu thuyết
- Bernard Herrmann đã viết một vở nhạc kịch cùng tên dựa theo tiểu thuyết vào năm 1951. Vở này được công chiếu lần đầu tại Luân Đôn năm 1966.
- 1970: Wuthering Heights được quay với ngôi sao Timothy Dalton vào vai Heathcliff và Anna Calder-Marshall vai Catherine lúc về già
- 1978: Bài hát Đồi gió hú được Kate Bush trình bày trong đĩa nhạc đầu tay của cô, đĩa The Kick Inside.
- 1985: Một phiên bản tiếng Pháp của tác phẩm ra đời với tên Hurlevent do Jacques Rivette đạo diễn.
- 1992: Emily Brontë's Wuthering Heights ra đời với Juliette Binoche vào hai vai Catherine và Cathy, còn Ralph Fiennes vào vai Heathcliff.
- 2003 Wuthering Heights (2003 film), phim truyền hình với các ngôi sao Mike Vogel và Erika Christensen
- 2009 Wuthering Heights phim truyền hình với các ngôi sao Tom Hardy và Charlotte Riley
- 2011: Phiên bản mới do Adrea Arnord đạo diễn, tham gia Liên hoan phim Venice.